# Nicolas Isimat-Mirin
Nicolas Isimat-Mirin (Meudon, Francia, 15 de noviembre) es un futbolista francés que juega como defensor para el Athens Kallithea F. C. de la Superliga de Grecia.

## Trayectoria

### Inicios
Isimat-Mirinn es graduado de la academia Clairefontaine. Luego de dejar la academia se unió al Rennes y pasó dos temporadas en sus divisiones inferiores antes de unirse al Valenciennes FC, su primer club a nivel profesional.

### Valenciennes FC
Luego de pasar la temporada 2009-10 en el equipo de reservas, Isimat-Mirin fue promovido al primer equipo en septiembre de 2010 por el entrenador Philipe Montanier. Hizo su debut profesional el 21 de septiembre de ese mismo año, entrando en el segundo tiempo en un partido por la Copa de la Liga frente al Nîmes Olympique. Valenciennes ganó el partido 5-4 por penales. Un mes después, el 19 de octubre, Isimat-Mirin firmó un contrato con el club hasta julio de 2014.

### AS Monaco
El 28 de junio de 2013 se anunció oficialmente que Isimat-Mirin dejaría el Valenciennes FC y ficharía con el AS Monaco hasta el año 2017.

### PSV
El 1 de septiembre de 2014, fue anunciado que Isimat-Mirin fue enviado a préstamo al PSV Eindhoven hasta el final de la temporada.

### Beşiktaş
El 6 de enero de 2019, el Beşiktaş JK hizo oficial su incorporación por tres temporadas y media.

### Toulouse
El 21 de agosto de 2019, el Toulouse FC hizo oficial su llegada al club como cedido por una temporada con opción de compra.

## Clubes
| Club                    | País           | Año       |
| ----------------------- | -------------- | --------- |
| Valenciennes F. C.      | Francia        | 2010-2013 |
| A. S. Monaco            | Francia        | 2013-2014 |
| PSV Eindhoven           | Países Bajos   | 2014-2019 |
| Beşiktaş J. K.          | Turquía        | 2019-2021 |
| Toulouse F. C. (cedido) | Francia        | 2019-2020 |
| Sporting Kansas City    | Estados Unidos | 2021-2022 |
| S. B. V. Vitesse        | Países Bajos   | 2023-2024 |
| Athens Kallithea F. C.  | Grecia         | 2024-     |

## Palmarés

### Campeonatos nacionales
| Título                        | Club          | País         | Año     |
| ----------------------------- | ------------- | ------------ | ------- |
| Eredivisie                    | PSV Eindhoven | Países Bajos | 2014-15 |
| Supercopa de los Países Bajos | PSV Eindhoven | Países Bajos | 2015    |
| Eredivisie                    | PSV Eindhoven | Países Bajos | 2015-16 |
| Supercopa de los Países Bajos | PSV Eindhoven | Países Bajos | 2016    |
| Eredivisie                    | PSV Eindhoven | Países Bajos | 2017-18 |